# Gnypeta sellmani
Gnypeta sellmani es una especie de escarabajo del género Gnypeta, tribu Oxypodini, familia Staphylinidae. Fue descrita científicamente por Brundin en 1929.
Se distribuye por Suecia, Noruega, Finlandia, Canadá y Estados Unidos. La especie se mantiene activa durante los meses de enero, mayo, junio, julio, agosto y septiembre.